# Giuseppe Basevi
Giuseppe Basevi (20. srpna 1840 Terst – 30. března 1909 Terst) byl rakouský podnikatel a politik italské národnosti z Terstu, na přelomu 19. a 20. století poslanec Říšské rady.

## Biografie
Působil jako podnikatel. Založil velkou exportní firmu na cukr. V roce 1901 odkázal městu Terst pro účely umístění městského muzea velkou vilu. Po smrti Baseviho byl ovšem dar předmětem sporu s dědici.
Byl i poslancem Říšské rady (celostátního parlamentu Předlitavska), kam usedl ve volbách do Říšské rady roku 1897 za kurii obchodních a živnostenských komor v Terstu. Mandát zde obhájil ve volbách do Říšské rady roku 1901. Na mandát rezignoval v březnu 1905. Ve volebním období 1897–1901 se uvádí jako Giuseppe Basevi, velkoobchodník, statkář a rada obchodní komory, bytem Terst.
Ve volbách roku 1897 je uváděn jako italský liberální kandidát. Ve volbách roku 1901 byl zmiňován coby italský kandidát. Je zachycen na fotografii, publikované v květnu 1906 (ovšem pořízené cca v roce 1904), mezi 18 členy poslaneckého klubu Italské sjednocení (Italienische Vereinigung) na Říšské radě.
Zemřel v březnu 1909 na mrtvici.